# Lijst van rijksmonumenten in Sint Jacobiparochie
De plaats Sint Jacobiparochie telt 14 inschrijvingen in het rijksmonumentenregister. Hieronder een overzicht.
| Object | Oorspronkelijke functie?  | Bouwjaar                                 | Architect     | Locatie                  | Coördinaten?                  | Nr.?   | Afbeelding              |
| --- | ------------------------- | ---------------------------------------- | ------------- | ------------------------ | ----------------------------- | ------ | ----------------------- |
| Voorhuis van hoekplaatsboerderij tussen topgevels met in het verlengde daarvan een voormalige cichorei-eest                     | Boerderij                 | 1649                                     |               | Kadal 2                  | 53° 16' 24" NB, 5° 36' 35" OL | 9509   | Meer afbeeldingen       |
| De Plaets | Boerderij                 | 1815                                     |               | Koudeweg 40              | 53° 17' 34" NB, 5° 37' 50" OL | 9510   | Meer afbeeldingen       |
| Groate Kerk. Hervormde kerk op ommuurd kerkhof                                                                                  | Kerk en kerkonderdeel     | 1843                                     | Th.A. Romein  | Oosteinde 1              | 53° 16' 23" NB, 5° 36' 12" OL | 9511   | Meer afbeeldingen       |
| Pand onder zadeldak tegen trapgevel met toppilaster op kopje                                                                    | Werk-woonhuis             | ca. 1890                                 |               | Oosteinde 11             | 53° 16' 22" NB, 5° 36' 16" OL | 9512   | Meer afbeeldingen       |
| Pand onder zadeldak tussen topgevels, waarvan die aan de straat een toppilaster met overhoekse pinakel heeft                    | Woonhuis                  | 1765                                     |               | Oosteinde 24             | 53° 16' 21" NB, 5° 36' 17" OL | 9513   | Meer afbeeldingen       |
| 't Weeskind | Boerderij                 | vroege 19e eeuw                          |               | Oudebildtdijk 627        | 53° 17' 34" NB, 5° 38' 0" OL  | 9514   | Meer afbeeldingen       |
| Kop-hals-rompboerderij met onderkelderd voorhuis met zesruitsvensters tussen topgevels                                          | Boerderij                 | 1700                                     |               | Oudebildtdijk 833        | 53° 17' 15" NB, 5° 36' 28" OL | 9515   | Meer afbeeldingen       |
| Kop-hals-rompboerderij met omlijste ingang midden in de lange gevel en met zesruitsvensters                                     | Boerderij                 | eind 18e eeuw                            |               | Oudebildtdijk 835        | 53° 17' 18" NB, 5° 36' 23" OL | 9516   | Meer afbeeldingen       |
| Hervormde kerk, pastorie | Woonhuis                  | 1760                                     |               | Georg van Saksenstraat 3 | 53° 16' 24" NB, 5° 36' 10" OL | 9521   | Meer afbeeldingen       |
| Villa in overgangsstijl | Dienstwoning              | 1915                                     | G.J. Veenstra | Oosteinde 38             | 53° 16' 21" NB, 5° 36' 23" OL | 512341 | Villa in overgangsstijl |
| Villa in overgangsstijl, koetshuis                                                                                              | Bijgebouwen kastelen enz. | 1915                                     | G.J. Veenstra | bij Oosteinde 38         | 53° 16' 21" NB, 5° 36' 23" OL | 512342 | Upload foto             |
| Villa in overgangsstijl | Woonhuis                  | 1914 verb. in 1920, 1934 en 1970-1979    | A. Bijlsma    | Oosteinde 106            | 53° 16' 23" NB, 5° 36' 50" OL | 512344 | Villa in overgangsstijl |
| Dijkwoning in gele baksteen onder schilddak gedekt door rode ongeglazuurde Hollandse pannen en met twee gemetselde schoorstenen | Woonhuis                  | kort na 1850                             |               | Oudebildtdijk 770        | 53° 17' 26" NB, 5° 36' 47" OL | 512345 | Meer afbeeldingen       |
| 't Groate Huus | Industrie- en poldermolen | 1881 ca. 1900 (uitbr.) 1960-1969 (verb.) |               | bij Middelweg-West 225   | 53° 16' 28" NB, 5° 38' 5" OL  | 512346 | Upload foto             |

Zie ook:
Lijst van rijksmonumenten in Westhoek